# ميلان (اسم)
ميلان (بالإنجليزية: Milan)‏ هو اسم علم شخصي مذكر سلافي معناه الامتنان أو الحب أو اللطف، يعتبر من أكثر الأسماء المنتشرة في الدول السلافية من صربيا وجمهورية التشيك وروسيا وسلوفينيا ودول أخرى. وله أشكال أخرى مثل ميلينا وميلانا وميلانيا.

## الشخصيات
- ميلان ماتشالا لاعب ومدرب كرة قدم تشيكي
- ميلان باروش لاعب كرة قدم تشيكي
- ميلان كونديرا روائي تشيكي فرنسي
- ميلان أوستيرتس لاعب كرة قدم سلوفيني
- ميلان ألبريشت لاعب كرة قدم تشيكوسلوفاكي
- ميلان باديلي لاعب كرة قدم كرواتي
- ميلان بيشيفاتش لاعب كرة قدم صربي
- ميلان بيترجيلا لاعب كرة قدم تشيكي
- ميلان بيجويفيتش لاعب ومدرب كرة سلة بوسني
- ميلان بانديتش سياسي كرواتي بوسني
- ميلان برانكو سميليانيتش لاعب كرة قدم سويدي
- ميلان كوتشان سياسي سلوفيني
- ميلان توميتش لاعب ومدرب كرة سلة يوناني
- ميلان جروفيتش لاعب ومدرب كرة سلة صربي
- ميلان جيفادينوفيتش لاعب ومدرب كرة قدم صربي
- ميلان دوزيت لاعب كرة سلة صربي
- ميلان دوديتش لاعب كرة قدم صربي
- ميلان داميانوفيتش لاعب كرة قدم صربي
- ميلان دولينسكي لاعب كرة قدم تشيكوسلوفاكي
- ميلان دفوراك لاعب كرة قدم تشيكوسلوفاكي
- ميلان راستيسلاف ستيفانيك فلكي سلوفاكي فرنسي
- ميلان راباييتش لاعب كرة قدم كرواتي
- ميلان شكودا لاعب كرة قدم تشيكي
- ميلان شكرينار لاعب كرة قدم سلوفاكي
- ميلان شايين لاعب كرة يد قطري صربي
- ميلان غاليتش لاعب كرة قدم يوغسلافي
- ميلان كادليك متسابق دراجات هوائية تشيكي
- ميلان لوكاتش لاعب كرة قدم صربي
- ميلان ماتشفان لاعب كرة سلة صربي
- ميلان ميلانيتش لاعب ومدرب كرة قدم يوغسلافي
- ميلان ميلوسيفيتش لاعب كرة سلة صربي بوسني
- ميلان ماجستوروفيتش لاعب كرة سلة صربي
- ميلان ميلوفانوفيتش لاعب كرة سلة صربي
- ميلان يوفانوفيتش لاعب كرة قدم صربي